# Rosaster cassidatus
Rosaster cassidatus är en sjöstjärneart som beskrevs av Macan 1938. Rosaster cassidatus ingår i släktet Rosaster och familjen ledsjöstjärnor. Inga underarter finns listade i Catalogue of Life.